# Кейп-Дорсет

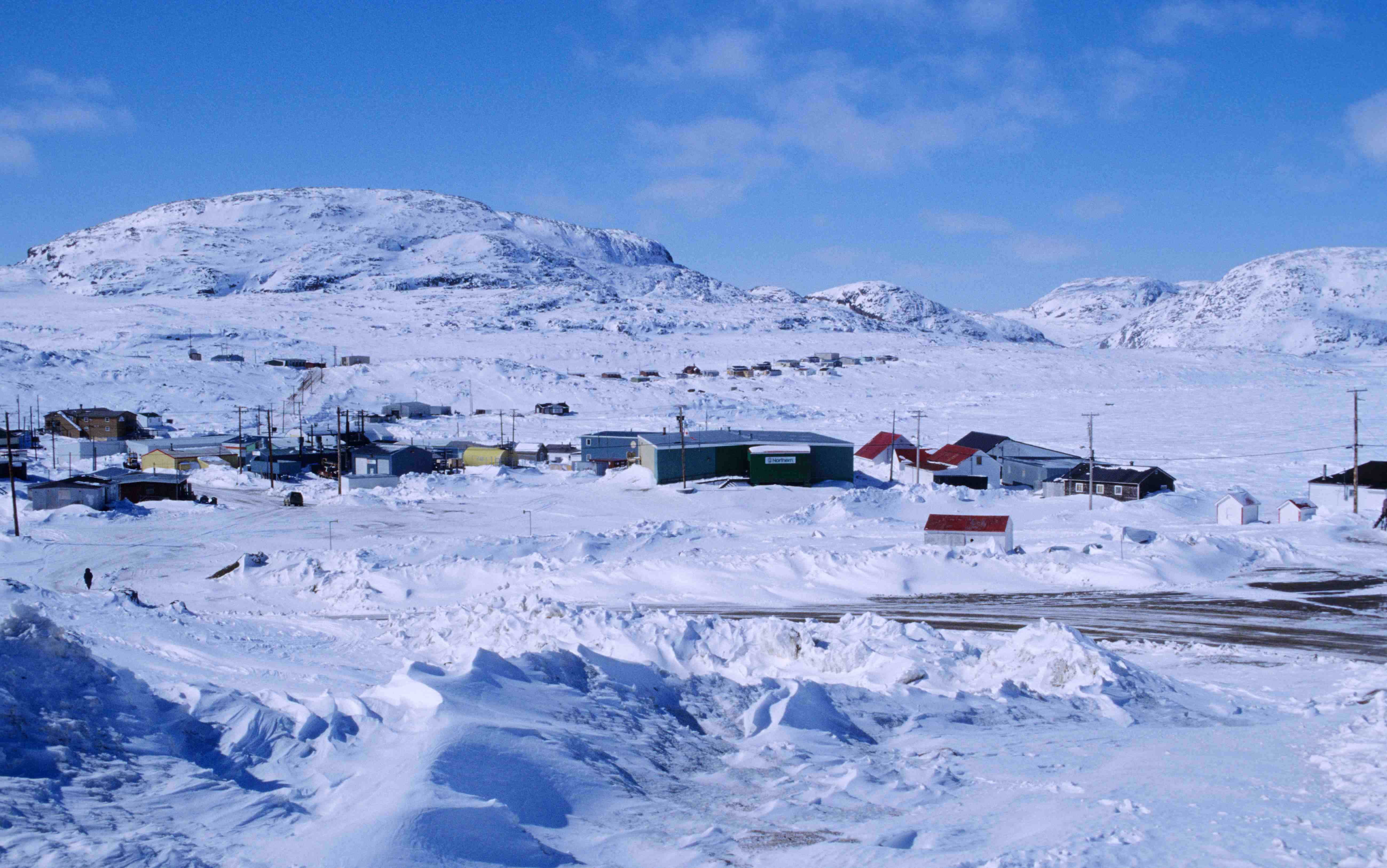
Ранняя весна в поселении

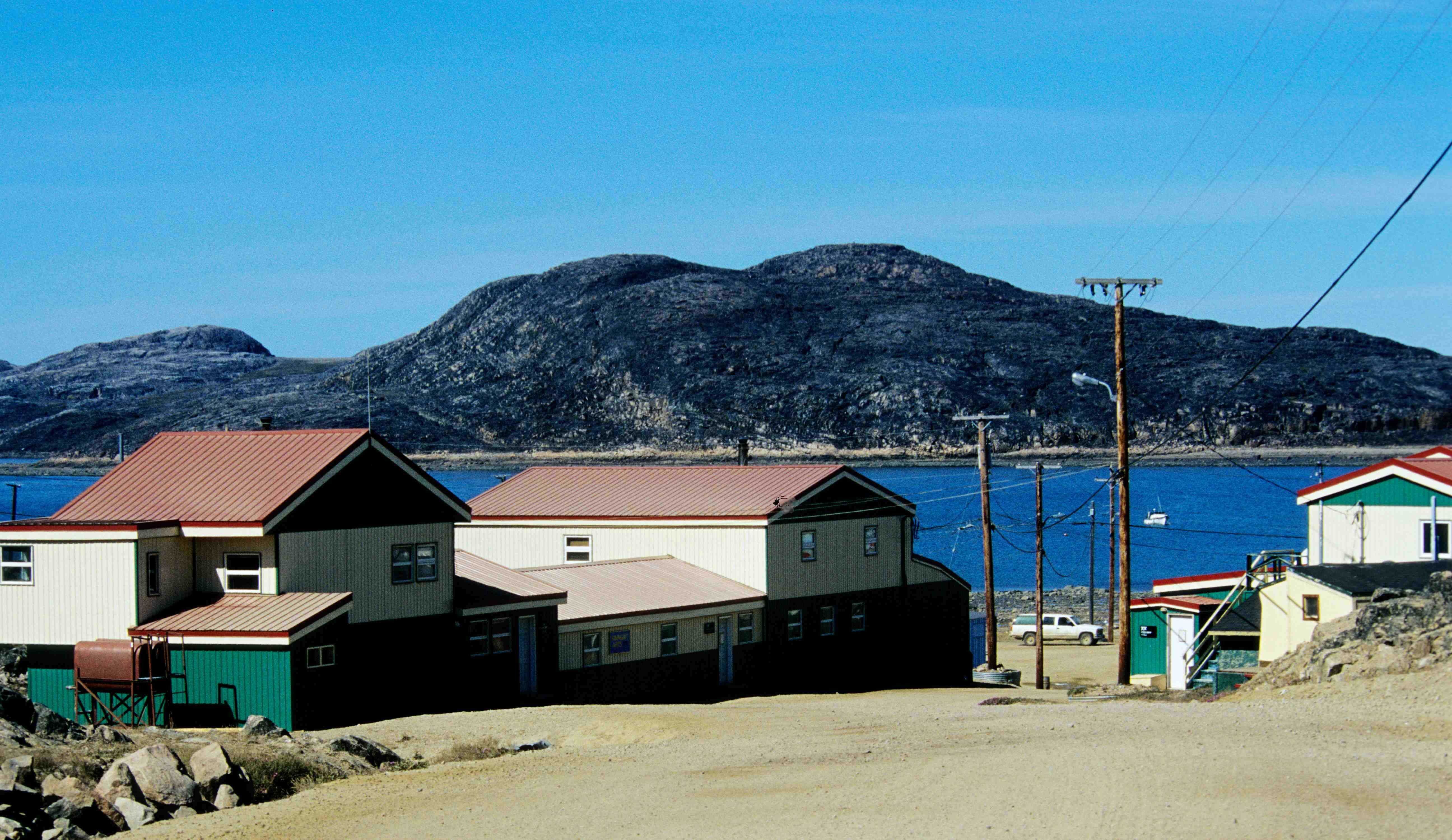
Дома в Кейп-Дорсете

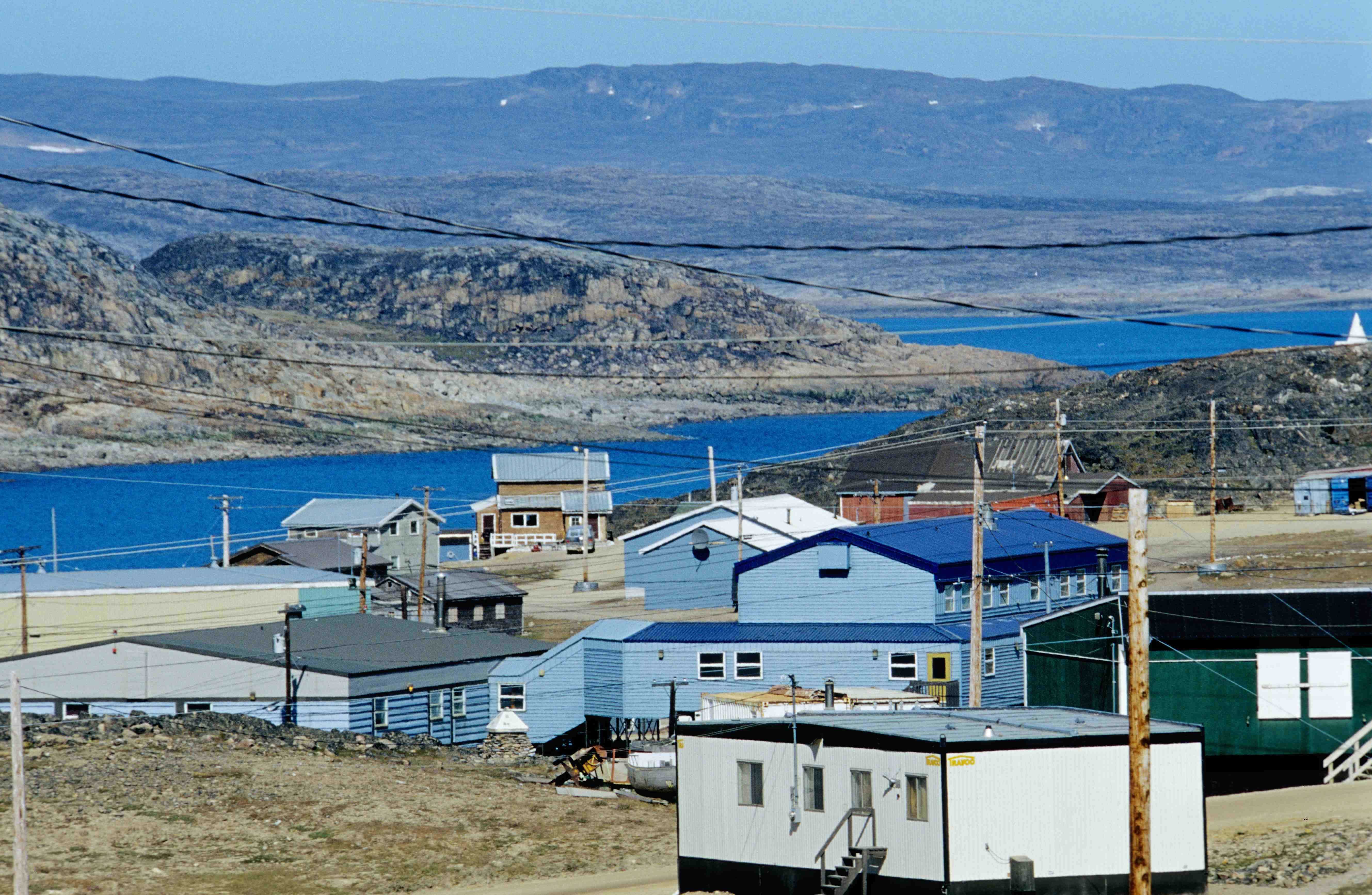
Лето в поселении

Кейп-Дорсет (англ. Cape Dorset) — эскимосская деревня, расположенная на острове Баффинова Земля в районе Кикиктани территории Нунавут, Канада. Координаты — 64°13´48´´с.ш.; 76°31´36´´з.д. Численность населения — 1,148 (2001).
Эскимосское название деревни — Kinngait, что переводится на русский язык как «горы». С 1950-х гг. поселение Кейп-Дорсет, которое называют «столицей эскимосского искусства», стало центром рисования, гравюры и резьбы. До сих пор гравюра и резьбы остаются основными видами деятельности местного населения. Кейп-Дорсет называют самым художественным местом Канады, 22 % которого занято в народном искусстве.
С 1959 по 1974 гг. художники деревни Кейп-Дорсет создали более 48,000 изделий народного искусства. Многие из мастеров известны за пределами Канады.